# جيفرسون ك. ديفيس
جيفرسون ك. ديفيس (بالإنجليزية: Jefferson C. Davis)‏ هو ضابط وسياسي أمريكي، ولد في 2 مارس 1828 في مقاطعة كلارك في الولايات المتحدة، وتوفي في 30 نوفمبر 1879 في شيكاغو في الولايات المتحدة. انتخب Commander of the Department of Alaska ‏ (18 أكتوبر 1867 – 31 أغسطس 1870).